# Parafia Najświętszej Maryi Panny Gwiazdy Morza w Maroochydore
Parafia Najświętszej Maryi Panny Gwiazdy Morza w Maroochydore – parafia rzymskokatolicka, należąca do archidiecezji Brisbane.
Przy parafii funkcjonuje katolicka szkoła podstawowa Najświętszej Maryi Panny Gwiazdy Morza.